# Volemys millicens
Volemys millicens — вид гризунів родини Cricetidae. Зустрічається лише на північному заході провінції Сичуань, Китай. Цей вид зустрічається на висотах понад 4000 м над рівнем моря. Мешкає у високогірних лісах.

## Спосіб життя
Інформація про спосіб життя немає. Як і інші полівки, вона живе в підземних норах і, ймовірно, є переважно травоїдною, харчуючись різними частинами рослин.

## Характеристики
V. millicens досягає довжини голови й тулуба від 8,3 до 9,5 сантиметрів, а хвоста — від 4,6 до 5,3 сантиметрів. Задні лапи приблизно 18 міліметрів завдовжки, а вуха — 14 міліметрів. Хутро на спині темно-коричневе, а на череві — сірувате. Хвіст двоколірний: верх сіро-коричневий, а низ білий. Верхні поверхні кистей рук і ніг білі. Зовнішньо нагадує Volemys musseri, але значно менша та відрізняється морфологією молярів.